# John James (futebol australiano)
John James (18 de janeiro de 1934 - 8 de dezembro de 2010) foi um jogador de futebol australiano nascido na Austrália. Ele ganhou a Medalha Brownlow, o maior prêmio individual do seu esporte, em 1961.